# Catocala angustata
Catocala angustata là một loài bướm đêm trong họ Erebidae.